# Ptilodexia conjuncta
Ptilodexia conjuncta là một loài ruồi trong họ Tachinidae.